# Gypona picturata
Gypona picturata är en insektsart som beskrevs av Metcalf 1949. Gypona picturata ingår i släktet Gypona och familjen dvärgstritar. Inga underarter finns listade i Catalogue of Life.